# Montmorin (Puy-de-Dôme)
Montmorin é uma comuna francesa na região administrativa de Auvérnia-Ródano-Alpes, no departamento Puy-de-Dôme. Estende-se por uma área de 13,47 km². Em 2010 a comuna tinha 743 habitantes (densidade: 55,2 hab./km²).